# Pałac w Werbkowicach
Pałac w Werbkowicach – pałac w Werbkowicach, którego początki sięgają I połowy XIX wieku i związane są przede wszystkim z dziejami rodu Szydłowskich.

## Historia
Pałac wraz z bramą, oficyną, rządcówką, pozostałościami (kolumnami) po stajni oraz parkiem nazywany jest „zespołem pałacowo–parkowym” i położony jest na południowy–zachód od centrum miejscowości, po południowej stronie krajowej drogi nr 74 na odcinku Zamość–Hrubieszów.
Budynek pałacu powstał na miejscu wcześniejszych siedzib szlacheckich wzmiankowanych od XVI wieku. Dobra należały do wielu, często zmieniających się właścicieli. W 1793 roku zakupił je Adam Szydłowski, który około 1836 roku wzniósł murowany klasycystyczny dworek. Był on parterowy, ośmioosiowy, nakryty wysokim, gładkim dachem naczółkowym. Taki właśnie budynek przedstawia rycina. W 1842 roku majątek po ojcu odziedziczył Antoni.
Być może przebudowa rozpoczęta została pod koniec wieku i zakończona przez kolejnych właścicieli, którymi byli od 1902 roku Edward Chrzanowski z Moroczyna, a od 1908 jego córka Teresa, żona Wincentego Rulikowskiego. Z dawnego dworu pozostawiono część środkową, zaś partie boczne zostały podwyższono, tworząc dwa potężne skrzydła. Przebudowany pałac zyskał nową dekorację w postaci bogatych obramowań ślepych okien piętrowych części budynku. Wysoki dach nad częścią środkową budynku zastąpiono dachem niższym, dwuspadowym. Od północy dobudowano parterowe skrzydło, które połączono murem i bramą ze stojącą obok oficyną.
Pałac nosi cechy klasycystyczne, został wzniesiony z cegły i otynkowany. Plan składa się z parterowej, pięcioosiowej części środkowej, z czterokolumnowym podcieniem od frontu i tyłu i piętrowych, trójosiowych, ustawionych prostopadle, skrzydeł bocznych. Od północy przylega wydłużone, podpiwniczone skrzydło parterowe, wysunięte przed elewację ogrodową. Stropy pomiędzy kondygnacjami są drewniane belkowe, a nad częścią piwnic - kolebkowe. Dachy pokryte blachą: nad częścią środkową dwuspadowy, nad skrzydłami bocznymi czterospadowe. Układ wnętrza został znacznie przekształcony, jest pozbawiony dawnego wystroju i wyposażenia. Na zewnątrz ściany podzielone są na kondygnacje gzymsami. Gzyms wieńczący w piętrowych częściach bocznych od frontu i z boku jest pierwotny, kostkowy. Narożne pilastry, obramowania otworów wejściowych i okiennych oraz wnęk pochodzą zapewne z końca XIX wieku.
Parterowa oficyna mieszkalna usytuowana jest równolegle do północnego skrzydła pałacu i połączona z nim bramą i fragmentem ogrodzenia. W murze znajduje się brama wjazdowa zamknięta łukiem odcinkowym, z herbami Poraj Chrzanowskich i niezidentyfikowanym w kartuszu. Wzniesiona jest na planie wydłużonego prostokąta, murowana, nakryta dachem dwuspadowym. 21 grudnia 2016 około godziny 2:20 w budynku wybuchł pożar, a ogień objął strop i całą powierzchnię dachu. Do budynku doprowadzona była instalacja elektryczna, ale w części objętej pożarem było odłączone źródło zasilania. Straty oszacowano na 150 tysięcy złotych. Działania gaśnicze trwały ponad 4 godziny, w których brało udział 28 strażaków. 
Rządcówka została wzniesiona prawdopodobnie w II poł. XVIII wieku, a przekształcona pod koniec XIX wieku. Założona na planie zbliżonym do kwadratu, parterowa z mieszkalnym poddaszem, częściowo podpiwniczona. Pierwotnie o trójdzielnym, trzytraktowym układzie pomieszczeń. Murowana z cegły, otynkowana, nakryta dachem mansardowym z naczółkami.
Park, założony w XVIII/XIX wieku, składa się z części przypałacowej o osiowym układzie, ograniczonej szpalerami drzew, z aleją dojazdową oraz części o naturalnym charakterze leśnym - tzw. dąbrowy, gdzie pierwotnie znajdował się zwierzyniec otoczony aleją spacerową.
Po upaństwowieniu majątku w 1946 roku pałac był siedzibą różnych instytucji. Od 1968 roku zespół pałacowy i folwarczny jest użytkowany przez Rolniczy Zakład Doświadczalny.
Pałac uszkodzony w czasie obu wojen światowych, remontowany w latach: 1952, 1980, 1988.
W latach 80. i 90. XX wieku na placu przed pałacem kwitł różany ogród.

## Galeria

Zdjęcia zespołu pałacowo-parkowego
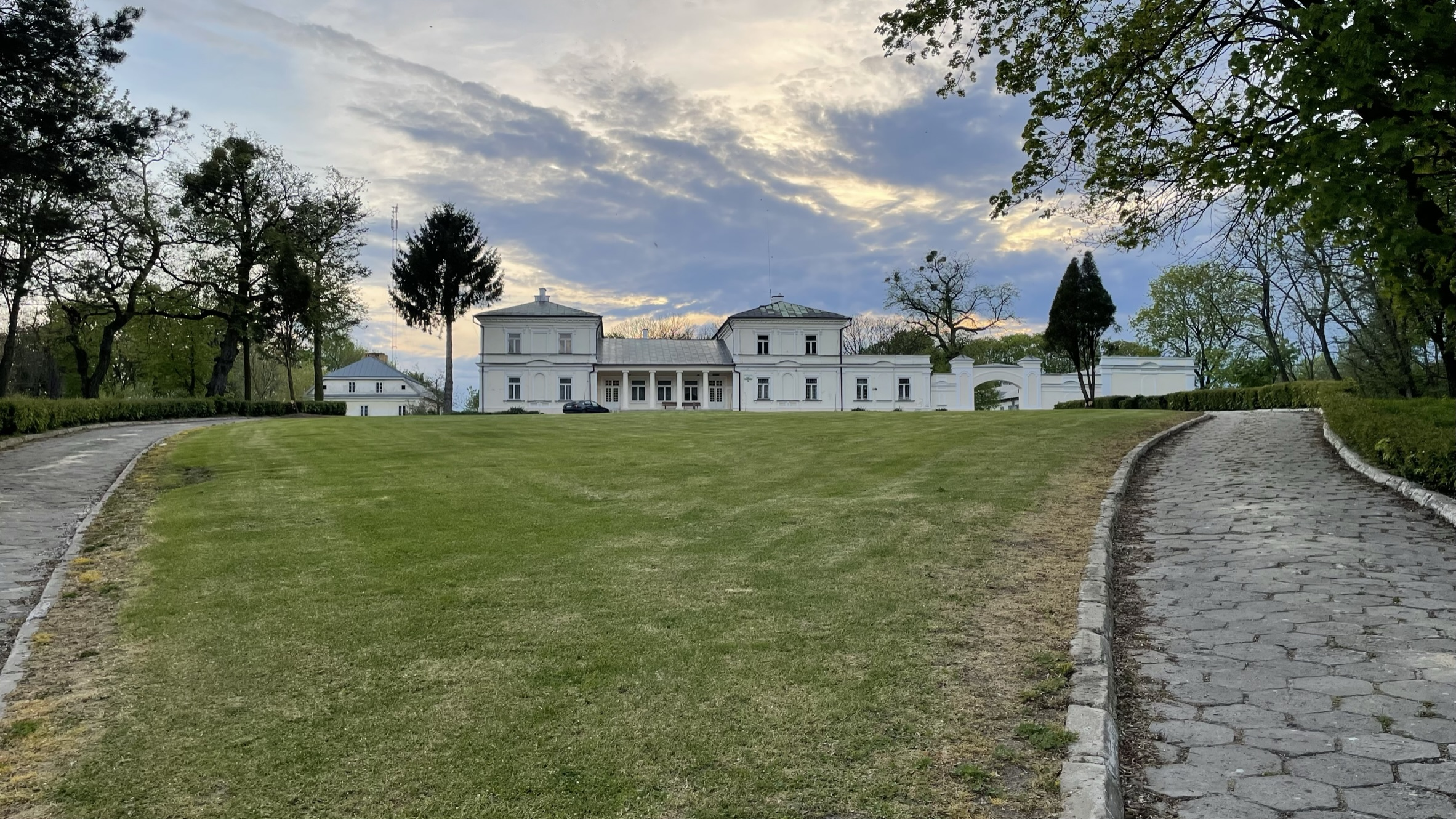
Pałac wraz z rządcówką (z lewej), bramą i oficyną (z prawej)
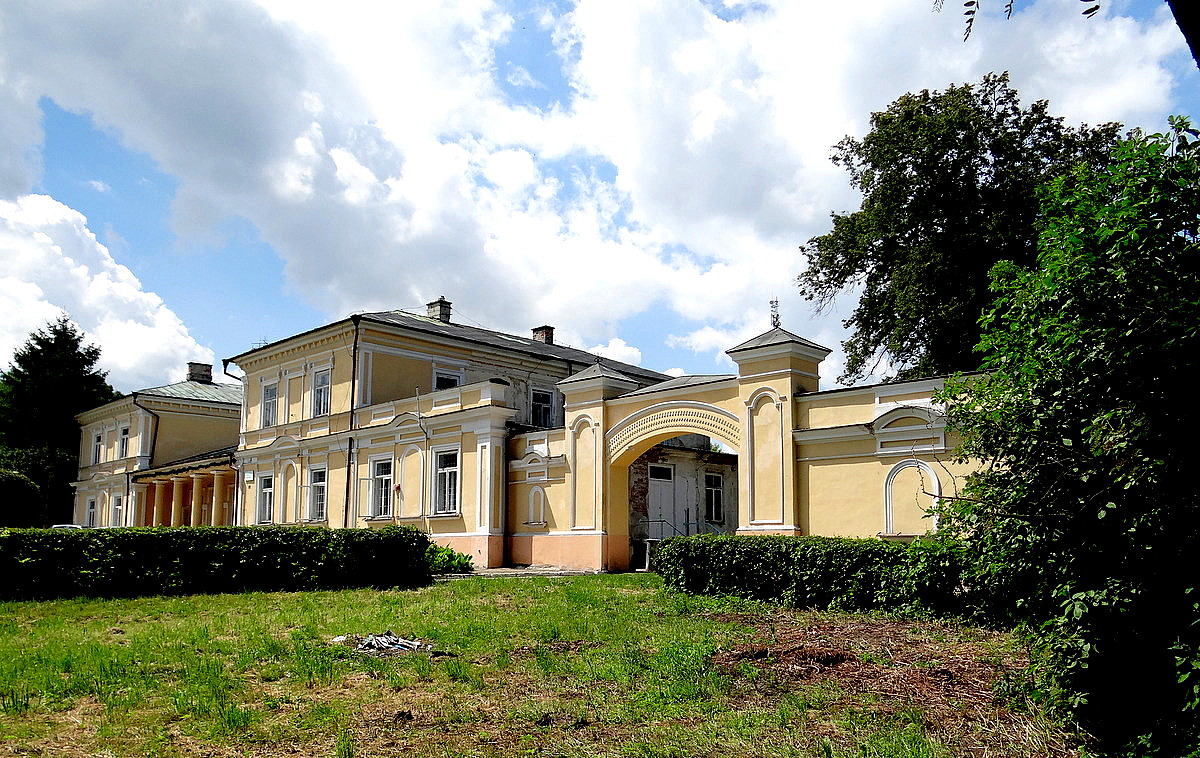
Pałac (widok z prawej strony)
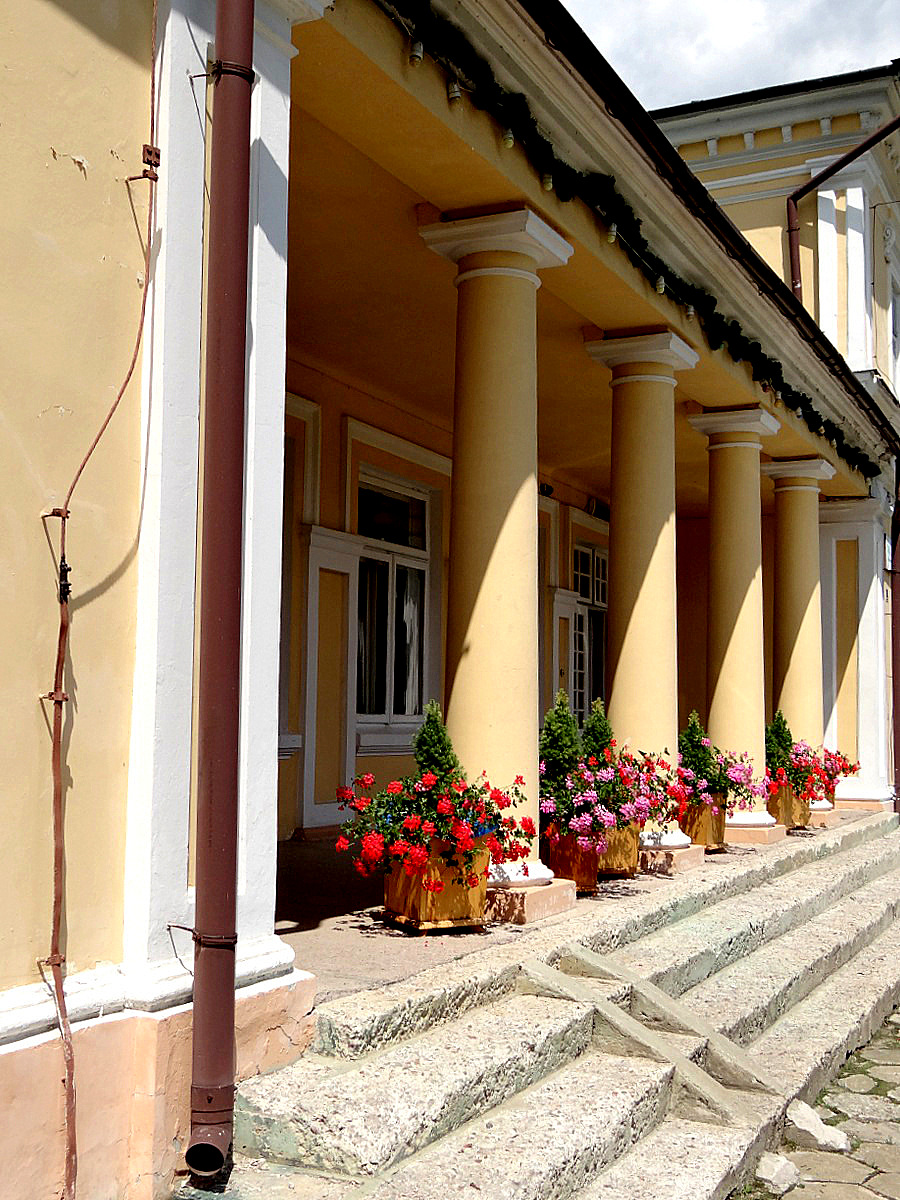
Wejście główne
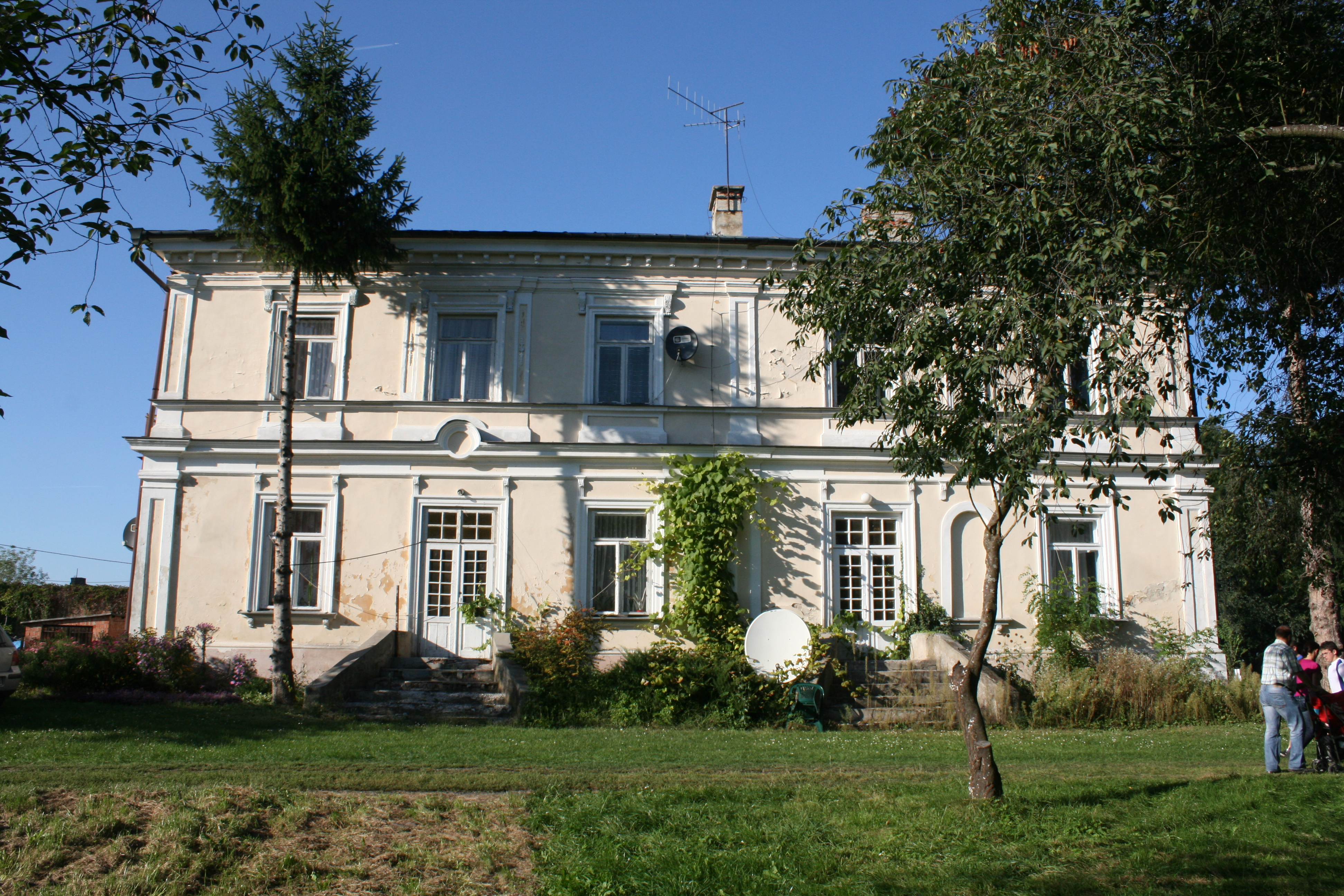
Elewacja boczna
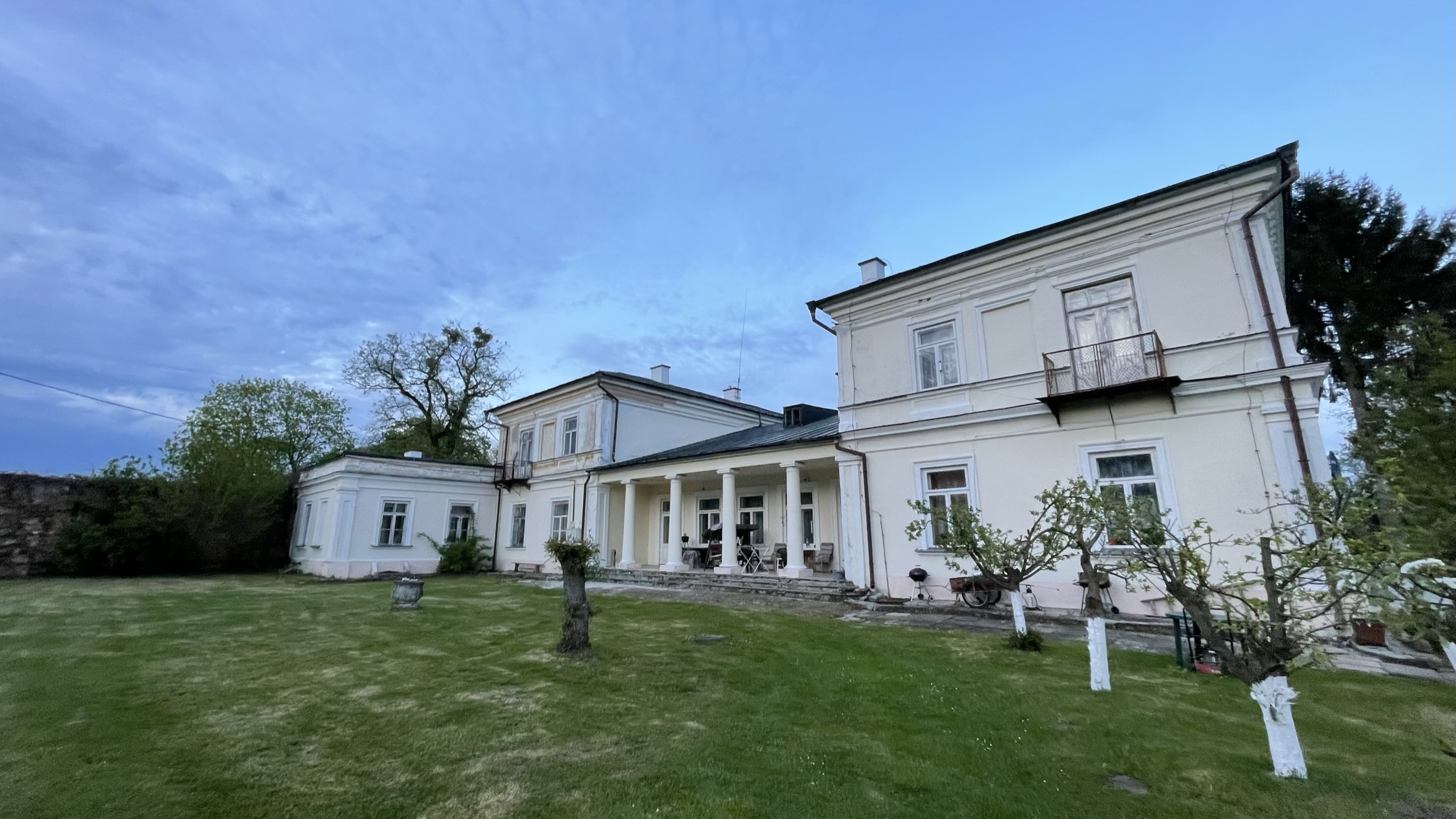
Elewacja tylna
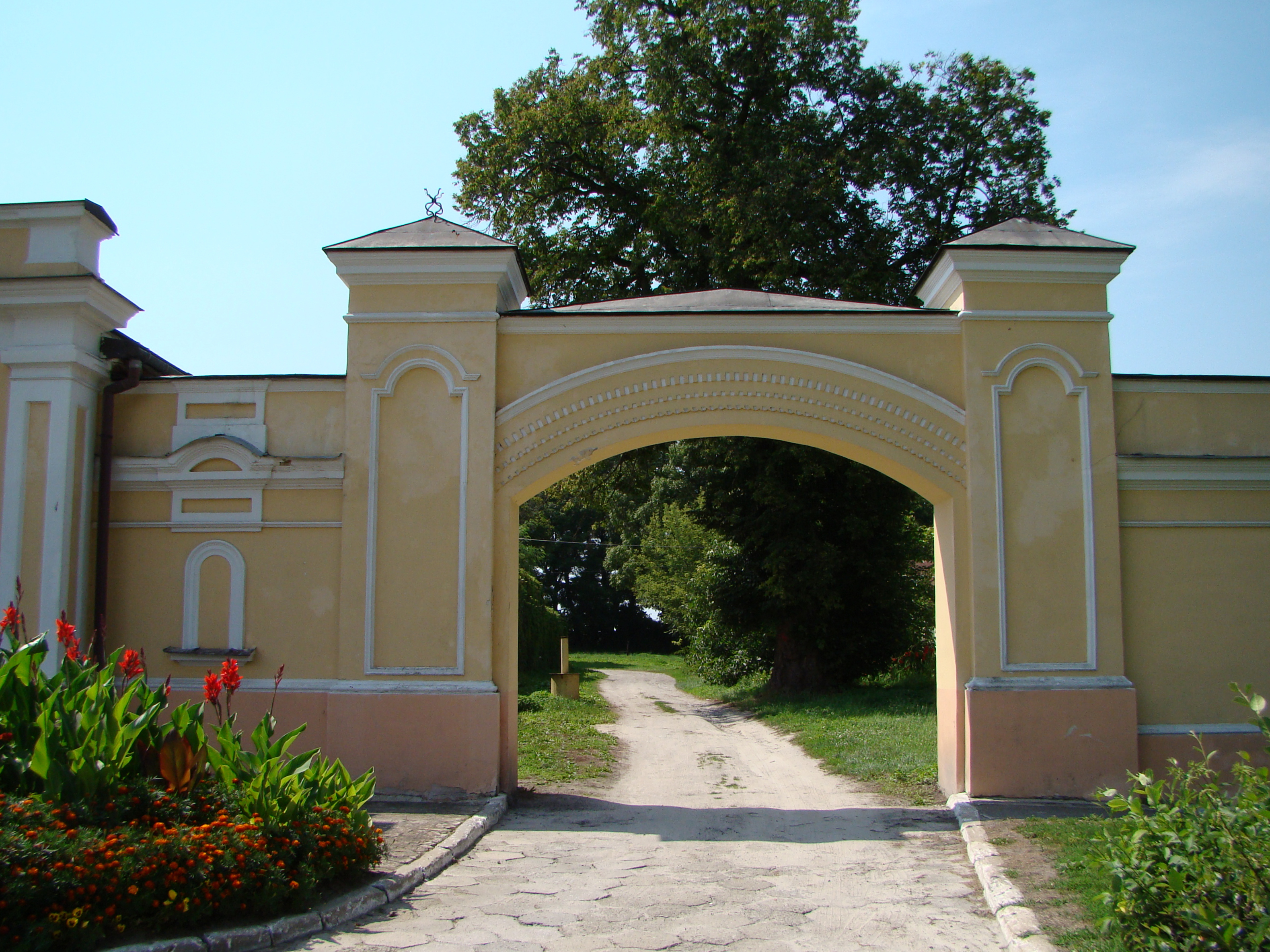
Brama pałacowa
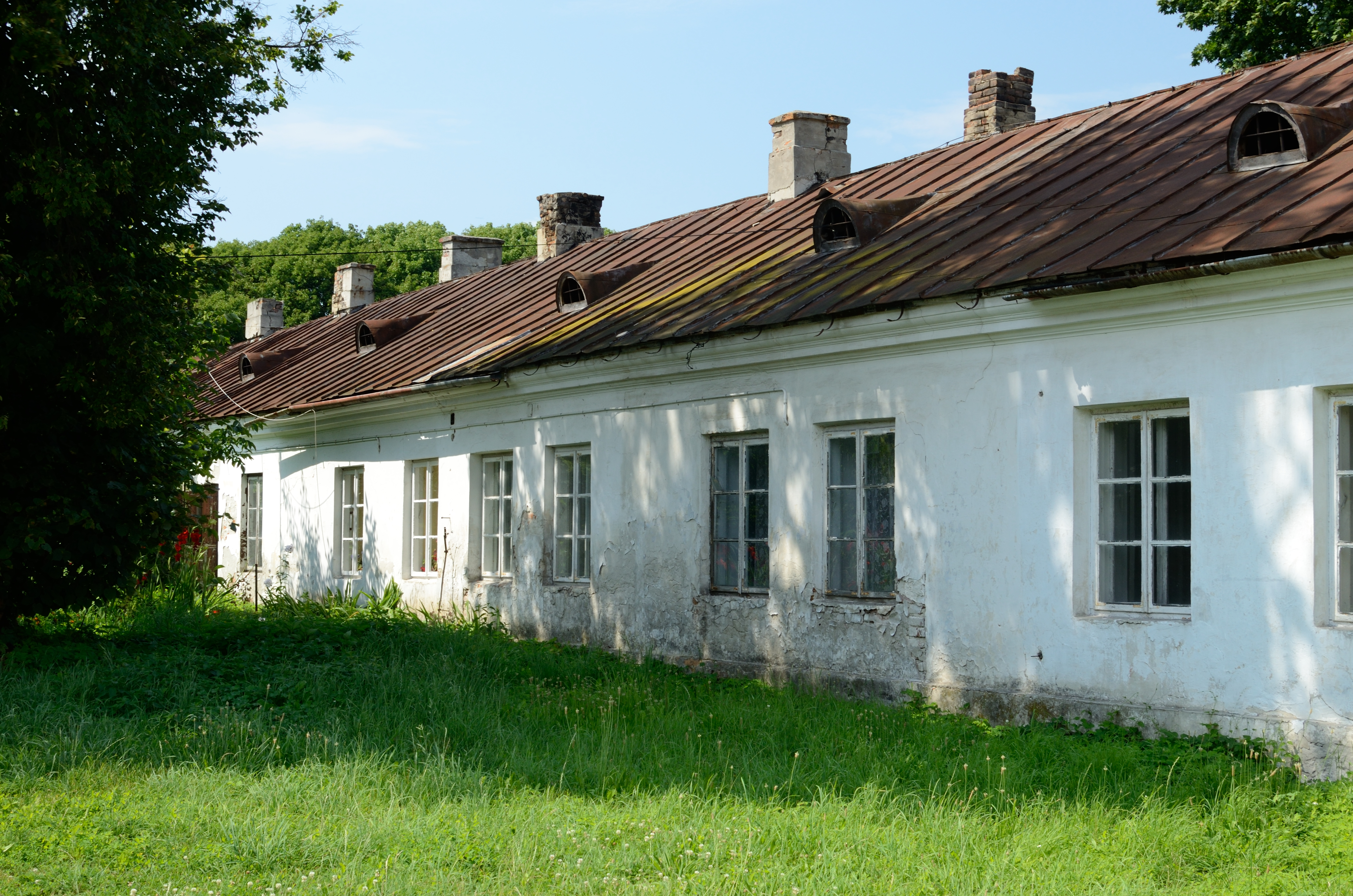
Oficyna